# العلاقات السنغافورية النيوزيلندية
العلاقات السنغافورية النيوزيلندية هي العلاقات الثنائية التي تجمع بين سنغافورة ونيوزيلندا.

## مقارنة بين البلدين
هذه مقارنة عامة ومرجعية للدولتين:
| وجه المقارنة                                              | سنغافورة                                                             | نيوزيلندا                                              |
| --------------------------------------------------------- | -------------------------------------------------------------------- | ------------------------------------------------------ |
| المساحة (كم2)                                             | 719                                                                  | 268.02 ألف                                             |
| عدد السكان (نسمة)                                         | 5.89 مليون                                                           | 4.24 مليون                                             |
| الكثافة السكانية (ن./كم²)                                 | 819.19 ألف                                                           | 15.82                                                  |
| العاصمة                                                   | سنغافورة                                                             | ويلينغتون، أوكلاند                                     |
| اللغة الرسمية                                             | لغة إنجليزية، اللغة الملايو، اللغة الصينية القياسية، اللغة التاميلية | لغة إنجليزية، اللغة الماورية، لغة الإشارة النيوزيلندية |
| العملة                                                    | دولار سنغافوري                                                       | دولار نيوزيلندي، الجنيه النيوزيلندي                    |
| الناتج المحلي الإجمالي (بليون دولار)                      | 323.91 مليار                                                         | 205.85 مليار                                           |
| الناتج المحلي الإجمالي (تعادل القوة الشرائية) بليون دولار | 472.59 مليار                                                         |                                                        |
| الناتج المحلي الإجمالي الاسمي للفرد دولار أمريكي          | 52.89 ألف                                                            |                                                        |
| الناتج المحلي الإجمالي للفرد دولار أمريكي                 | 82.76 ألف                                                            |                                                        |
| مؤشر التنمية البشرية                                      | 0.925                                                                | 0.914                                                  |
| رمز المكالمات الدولي                                      | +65                                                                  | +64                                                    |
| رمز الإنترنت                                              | .sg                                                                  | .nz                                                    |
| المنطقة الزمنية                                           | ت ع م+08:00، توقيت سنغافورة المنسق ‏                                  | ت ع م+13:00، ت ع م+12:00                               |

## منظمات دولية مشتركة
يشترك البلدان في عضوية مجموعة من المنظمات الدولية، منها:
| علم المنظمة | اسم المنظمة                                      | تاريخ انضمام سنغافورة | تاريخ انضمام نيوزيلندا |
| ----------- | ------------------------------------------------ | --------------------- | ---------------------- |
|             | بنك التنمية الآسيوي                              | 1966                  | 1966                   |
|             | وكالة ضمان الاستثمار متعدد الأطراف               | 24 فبراير 1998        | 22 أبريل 2008          |
|             | الأمم المتحدة                                    | 21 سبتمبر 1965        | 24 أكتوبر 1945         |
|             | دول الكومنولث                                    | ?                     | ?                      |
|             | منظمة حظر الأسلحة الكيميائية                     | ?                     | ?                      |
|             | منظمة التجارة العالمية                           | ?                     | ?                      |
|             | منظمة الشرطة الجنائية الدولية                    | ?                     | ?                      |
|             | مؤسسة التنمية الدولية                            | 27 سبتمبر 2002        | 1 أكتوبر 1974          |
|             | يونسكو                                           | 8 أكتوبر 2007         | 4 نوفمبر 1946          |
|             | الاتحاد البريدي العالمي                          | ?                     | ?                      |
|             | البنك الدولي للإنشاء والتعمير                    | 3 أغسطس 1966          | 31 أغسطس 1961          |
|             | منتدى آسيان الإقليمي ‏                            | ?                     | ?                      |
|             | المنظمة الهيدروغرافية الدولية                    | ?                     | ?                      |
|             | الاتحاد الدولي للاتصالات                         | 22 أكتوبر 1965        | 3 يونيو 1878           |
|             | مؤسسة التمويل الدولية                            | 4 سبتمبر 1968         | 31 أغسطس 1961          |
|             | المركز الدولي لتسوية المنازعات الاستشارية        | 13 نوفمبر 1968        | 2 مايو 1980            |
|             | منتدى التعاون الاقتصادي لدول آسيا والمحيط الهادئ | 6 نوفمبر 1989         | 6 نوفمبر 1989          |

## وصلات خارجية
- موقع وزارة الخارجية السنغافورية
- موقع وزارة الخارجية النيوزيلندية